# ردود الفعل الدولية على الاشتباكات الإسرائيلية الفلسطينية 2021

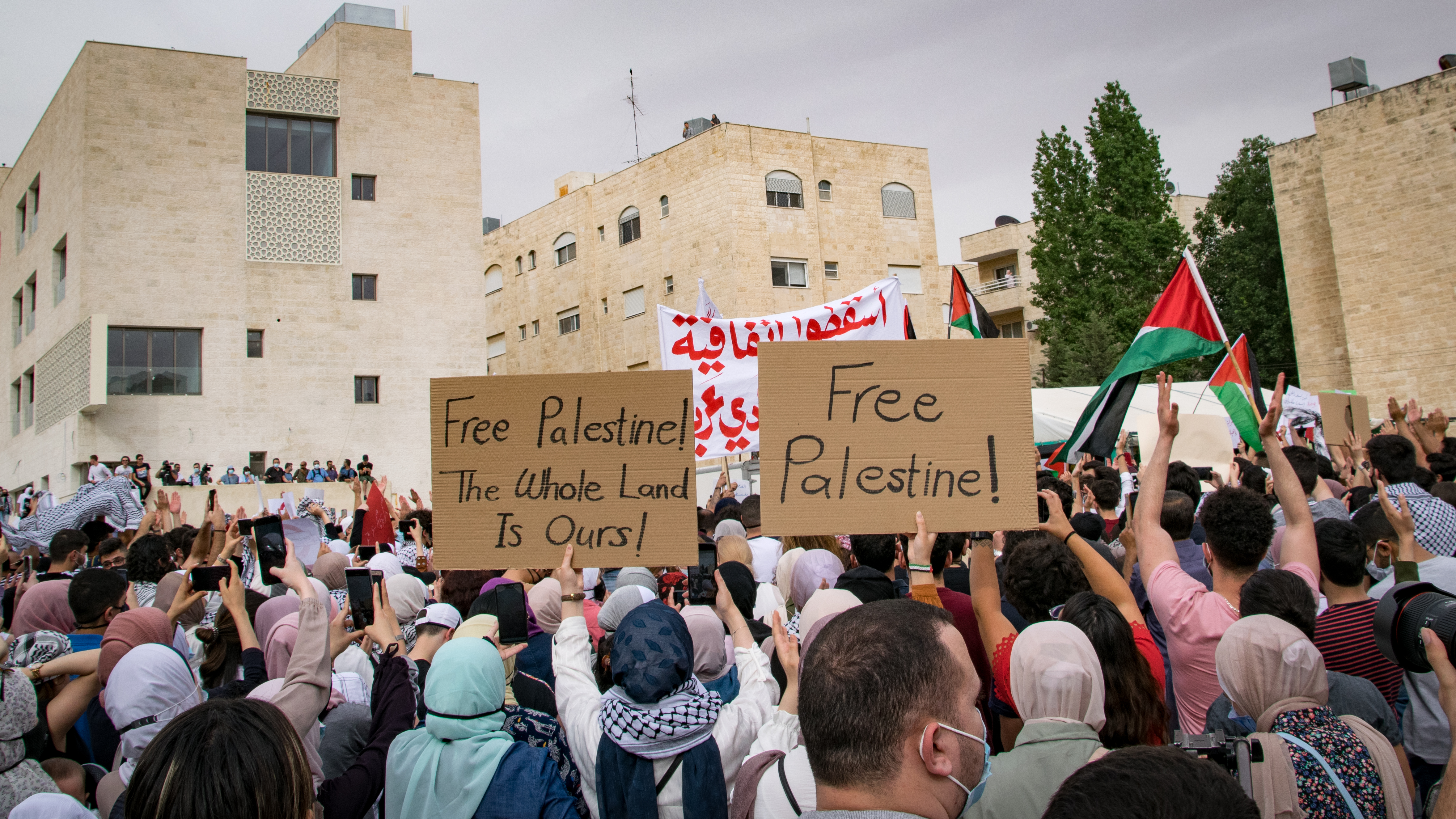
مظاهرة مؤيدة للفلسطينيين في عمّان بالأردن بتاريخ 9 مايو (أيار) 2021

فيما يلي قائمة بردود الفعل الدولية على الاشتباكات الإسرائيلية الفلسطينية في عام 2021:

## الاحتجاجات

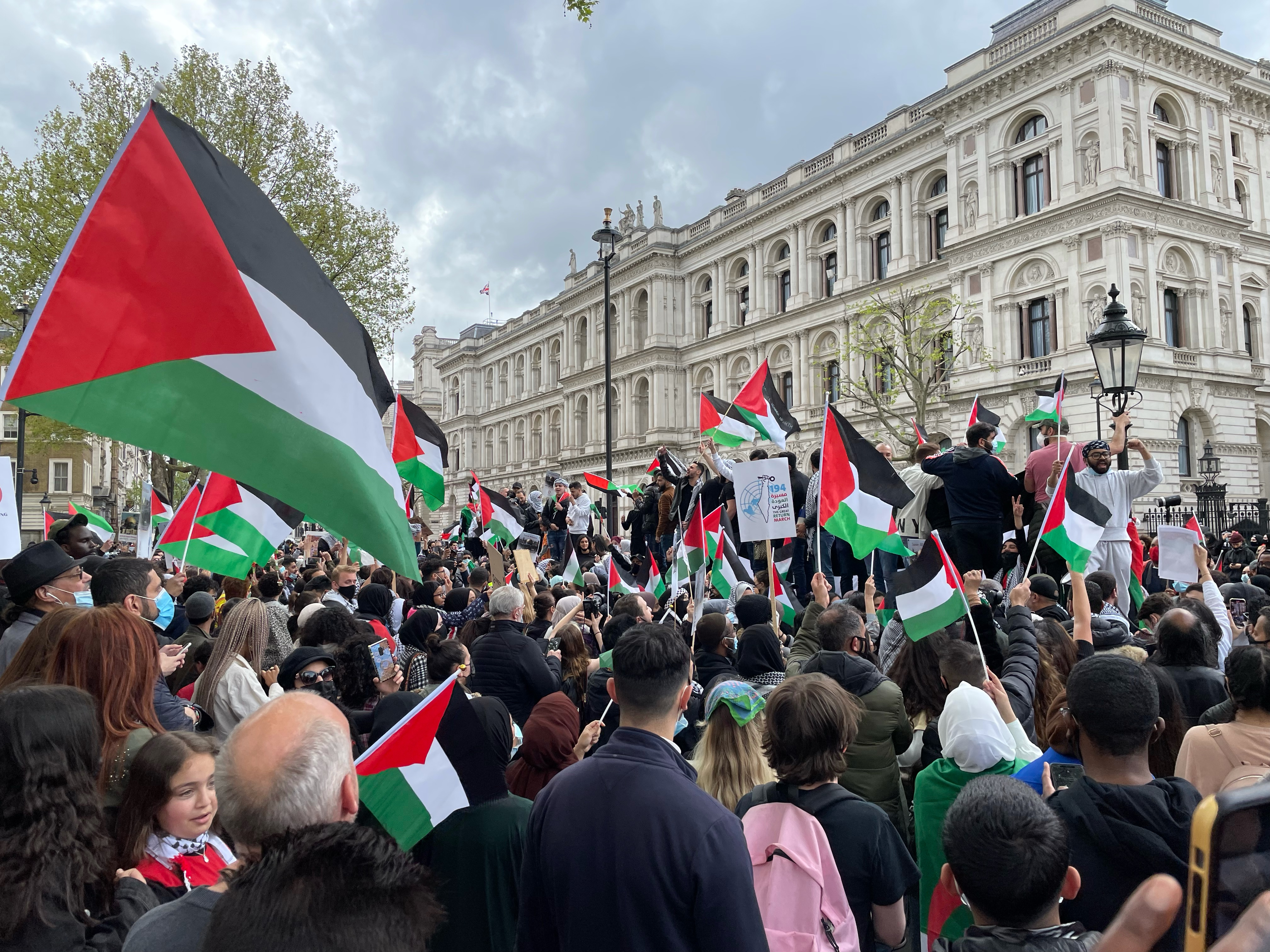
مظاهرة مؤيدة للفلسطينيين في لندن ببريطانيا بتاريخ 9 مايو (أيار) 2021

## المنظمات الدولية
| المنظمة                  | رد الفعل |
| ------------------------ | --- |
| الاتحاد الأوروبي         | دعا الاتحاد الأوروبي الجانبين إلى تهدئة التوترات وكرر التأكيد على أن «العنف والتحريض غير مقبول ويجب محاسبة الجناة من جميع الأطراف.» |
| الأمم المتحدة            | حذرت الأمم المتحدة من أن عمليات الإخلاء القسري للفلسطينيين قد ترقى إلى "جرائم حرب" وأكدت بأن «القدس الشرقية لا تزال جزءا من الأراضي الفلسطينية المحتلة، ويسري عليها القانون الإنساني الدولي» وأضافت بأن «إسرائيل لا تستطيع فرض منظومتها التشريعية في الأراضي المحتلة، بما في ذلك القدس الشرقية.» ودعت إلى ضبط النفس في استخدام القوة ضد المتظاهرين. |
| جامعة الدول العربية      | نددت جامعة العربية في 11 مايو بالغارات الجوية الإسرائيلية على قطاع غزة ودعت المجتمع الدولي إلى التحرك فورًا لوقف تصعيد العنف الذي تلقي فيه باللوم على الممارسات الإسرائيلية ضد الفلسطينيين في القدس. |
| منظمة التعاون الإسلامي   | في 11 مايو، أعلنت منظمة التعاون الإسلامي إدانتها بأشد العبارات الاعتداءات المتكررة التي تنفذها سلطات الاحتلال الإسرائيلي على الشعب الفلسطيني في مدينة القدس والأرض الفلسطينية المحتلة. |
| المحكمة الجنائية الدولية | في 12 مايو، قالت المدعية العامة فاتو بنسودة إنها قلقة من تصاعد العنف وإمكانية ارتكاب جرائم حرب. |

## الدولية
| الدولة           | رد الفعل |
| ---------------- | --- |
| الولايات المتحدة | أعربت وزارة الخارجية عن قلقها بسبب الإخلاء القسري للعوائل الفلسطينية في حي الشيخ جراح وقالت بأن «الكثير من هذه العائلات تعيش في منازلها هذه منذ أجيال» استنكر السناتور الأمريكي بيرني ساندرز وإليزابيث وارن والنائبة الأمريكية أليكساندريا أوكاسيو كورتيز تصرفات إسرائيل بشأن عمليات الإخلاء في حي الشيخ جراح. |
| الكرسي الرسولي   | صرح البابا فرنسيس في ساحة القديس بطرس وحث على إنهاء الاشتباكات وحذر من أن «العنف يولد العنف» وأكد على وجوب البحث عن حلول «من أجل احترام الهوية متعددة الثقافات للمدينة المقدسة.» |
| تركيا            | أدان الرئيس التركي رجب طيب أردوغان اعتداءات إسرائيل على المصلين عبر تغريدة في تويتر قائلاً «ندين بشدة الاعتداءات السافرة التي تقوم بها إسرائيل تجاه قبلتنا الأولى المسجد الأقصى، كل رمضان» وألقى أردوغان كلمة قائلاً «العالم الذي لا يحمي القدس والمسلمين خان نفسه وآثر الانتحار» وأضاف «إسرائيل دولة إرهاب وظالمة تعتدي على مسلمين يحمون مقدساتهم ويحافظون على وطنهم ومنازلهم التي يتوارثونها منذ آلاف السنين في القدس» صرح وزير الخارجية مولود تشاووش أوجلو عن دعم تركيا لفكرة إرسال قوات دولية لتوفير الحماية المادية للفلسطينيين وذلك خلال اجتماع لمنظمة التعاون الإسلامي. |
| السعودية         | أصدرت وزارة الخارجية بيانًا قالت فيه إن المملكة «ترفض الخطط والإجراءات الإسرائيلية لإجلاء عشرات الفلسطينيين من منازلهم في القدس وفرض السيادة الإسرائيلية عليهم.» |
| الإمارات         | أكد وزير الدولة للشؤون الخارجية خليفة المرر بأن دولة الإمارات تعبر عن قلقها الشديد وتُدين بشدة «اقتحام المسجد الأقصى الشريف وتهجير عائلات فلسطينية من حي الشيخ جراح، والتي نجم عنها إصابة عدد من المدنيين.» |
| الأردن           | دانت الأردن عبر الناطق الرسمي باسم وزارة الخارجية وقالت بأن «اقتحام الحرم و الاعتداء على المصلين الآمنين انتهاك صارخ وسافر وتصرف همجي مدان ومرفوض.» كما وصفت ممارسات الشرطة الإسرائيلية «بالممارسات البربرية والهمجية.» |
| إيران            | أدانت إيران عبر الناطق باسم وزارة الخارجية الأعمال الوحشية الإسرائيلية في القدس وقالت بأن «الجمهورية الإسلامية الإيرانية تدين بشدة هجوم العسكريين الصهاينة على المسجد الأقصى» ووصف هذه الأعمال بأنها «جريمة حرب تثبت مرة أخرى للعالم الطبيعة الإجرامية للكيان الصهيوني غير الشرعي وضرورة التحرك الدولي العاجل لوقف انتهاك أبسط مبادئ القانون الدولي الإنساني.» |
| قطر              | أدانت دولة قطر اقتحام قوات الاحتلال الإسرائيلي وقالت بأن ذلك «تعد ذلك استفزازا لمشاعر ملايين المسلمين حول العالم وانتهاكا صارخا لحقوق الانسان والمواثيق الدولية.» وأكدت دعما ووقوفها مع الشعب الفلسطيني لحماية حقوقه. |
| الكويت           | أدانت دولة الكويت واستنكرت اقتحام قوات الاحتلال الإسرائيلي عبر بيان رسمي من وزارة الخارجية وقالت بأن «استهداف أبناء الشعب الفلسطيني الشقيق بقنابل الصوت والغاز والرصاص المطاطي هو تحدي سافر لمشاعر المسلمين في العالم والقانون الدولي ولأبسط قواعد حقوق الإنسان.» |
| البوسنة والهرسك  | أصدر رئيس حزب العمل الديمقراطي بكر عزت بيجوفيتش، وهو رئيس أكبر حزب سياسي إسلامي في البلاد وأكثرها نفوذًا، بياناً قال فيه: «إن إراقة الدماء في شهر رمضان المبارك، وإخراج الفلسطينيين من منازلهم هو بمثابة الهجوم على القيم الحضارية.» |
| كندا             | صرح وزير الخارجية الكندي مارك غارنو وقال بأن «تشعر كندا بقلق عميق من أن القرارات الأخيرة بشأن المستوطنات وعمليات الهدم والإخلاء، بما في ذلك في حي الشيخ جراح، ستؤثر سلبًا على سبل العيش وتقوض آفاق حل الدولتين على أساس الاحترام المتبادل لحقوق الإنسان والقانون الدولي.» وعلى المُستوى الشعبي، تظاهر بعض أفراد الشعب الكندي أمام القنصيلة الإسرائيلية في تورنتو احتجاجًا على عمليات العنف الإسرائيلية في القدس. |
| فرنسا            | دعت فرنسا عبر بيان خُماسي إسرائيل إلى تعليق القرار بشأن بناء مستوطنات جديدة، وطالبت «بإنهاء سياستها في توسيع المستوطنات في الأراضي الفلسطينية المحتلة» التي وصفتها بأنها «غير قانونية». |
| أيرلندا          | دان وزير الخارجية الايرلندي سيمون كوفيني عبر تغريدة في تويتر وقال «إن عمليات الإخلاء والتهديد بالإخلاء في حي الشيخ جراح والرد الوحشي من أجهزة الأمن الإسرائيلية على الاحتجاجات في مجمع المسجد الأقصى، أمر غير مقبول.» |
| نيوزيلندا        | دعت وزيرة الخارجية نانايا ماهوتا كلا الجانبين إلى وقف التصعيد، وطالبت إسرائيل بوقف «عمليات الهدم والإخلاء». |
| باكستان          | ندد رئيس الوزراء الباكستاني عمران خان بالهجوم وقال «ندين بشدة اعتداءات القوات الإسرائيلية خاصة خلال شهر رمضان على الفلسطينيين والمسجد الأقصى، القبلة الأولى، منتهكة جميع الأعراف الإنسانية والقانون الدولي، ونكرر دعمنا للشعب الفلسطيني.» |
| جنوب أفريقيا     | اعتبر الحزب الوطني في جنوب إفريقيا وهو الحزب الحاكم بأن الأحداث الأخيرة في القدس هي «جزء من أجندة منظمة ومفصلة جيدا من جانب نظام الفصل العنصري الإسرائيلي، لتعزيز احتلاله غير القانوني للأراضي الفلسطينية، وتجريد شعب فلسطين من أرضه.» وبالجانب الشعبي، حدثت تظاهرات في كيب تاون احتجاجًا على الضربات الإسرائيلية ضد الفلسطينيين، وكانوا يهتفون بهذه العبارات «فلسطين حرة وتسقط إسرائيل.» |
| المملكة المتحدة  | دعا وزير الخارجية البريطاني دومينيك راب إلى «خفض التصعيد من جميع الأطراف وإنهاء استهداف السكان المدنيين.»، وزعيم المعارضة، كير ستارمر، قال بإن «على إسرائيل احترام القانون الدولي» ودعا الحكومة الإسرائيلية إلى العمل مع القادة الفلسطينيين لتهدئة التوترات. نُظمت احتجاجات من قبل رابطة المسلمين في بريطانيا في لندن ومانشستر وبرمنغهام وبرادفورد، احتجاجًا على عمليات الإخلاء في حي الشيخ الجراح. |
| فنزويلا          | أدانت السلطات الفنزويلية «أعمال العنف الجديدة التي ترتكبها إسرائيل ضد الشعب الفلسطيني.» وغرد نائب وزير الخارجية يوان غيل عبر تويتر وقال «من ينصّبون أنفسهم مدافعين عن حقوق الإنسان عند الاعتداء على ديمقراطية الآخرين، يظلون صامتين أمام هذه الإبادة!» |
| إندونيسيا        | استنكر رئيس إندونيسيا جوكو ويدودو تصرفات الشرطة الإسرائيلية، مؤكدا أنه «يجب عدم طرد المدنيين الفلسطينيين من منازلهم واستخدام القوة ضدهم في المسجد الأقصى.» وغردت وزارة الخارجية وقالت بأن «إندونيسيا تدين استخدام القوة ضد المدنيين الفلسطينيين في المسجد الأقصى الذي تسبب في وقوع مئات الإصابات وبالتالي إيذاء مشاعر الأمة.» |
| مصر              | دعت وزارة الخارجية المصرية إسرائيل إلى «وقف جميع الإجراءات التي تنتهك حرمة المسجد الأقصى» ووصفت عمليات الإخلاء المحتملة بأنها انتهاك للقانون الدولي. |
| سوريا            | أدانت وزارة الخارجية السورية «السلوك الهمجي اللاإنساني لسلطات الاحتلال الإسرائيلي ولقطعان المستوطنين المتمردين على سلطة القانون وعلى واجبات والتزامات سلطات الاحتلال بموجب اتفاقيات جنيف لعام 1949 وقرارات الشرعية الدولية ذات الصلة بالقضية الفلسطينية.» ووصفت الاعتداء واقتحام المسجد الأقصى بأنه «عدوان وقح وشرس يستدعي مساءلة الحكومة الإسرائيلية أمام مجلس الأمن». |
| النمسا           | أعلن المستشار سيباستيان كورتس رفع العلم الإسرائيلي على مبنى المستشارية تضامنًا مع إسرئيل، مشيرًا إلى أن لإسرائيل الحق في الدفاع عن نفسها. |

## وسائل التواصل الاجتماعي
بعد الانتهاكات الإسرائيلية في القدس ومنطقة حي الشيخ جراح تصدر وسم #انقذوا_حي_الشيخ_جراح على مستوى الوطن العربي في تويتر. في الفترة ذاتها وجد بعض مستخدمي موقع انستجرام أن الموقع قد حظر وسم #الأقصى وحذف الصور والفيديوهات التي تُنشر عن الأحداث والاعتداءات الحاصلة في المسجد الأقصى وفي حي الشيخ جراح كما منع العديد من الناشطين من النشر أو إنشاء البث المباشر، فدعا الناشطون مستخدمي التطبيق إلى تقييمه بنجمة واحدة ردًا على ما فعله، ونتيجةً لذلك قدم الموقع اعتذاره وقال أن ذلك نتيجة مشكلات تتعلق بالوصول إلى الوسوم، وتكرر نفس الأمر في موقع تويتر، وتعلل الموقع أيضًا بالمشاكل التقنية.
جردت «المقاومة الرقمية» اللغة العربية من نقاطها للتحايل على خوارزميات مواقع التواصل الاجتماعي وتفادي حظر الدعم للفلسطينيين.

## الخطوط الجوية
بعد وصول الصواريخ التي تنطلق من غزة إلى تل أبيب، قامت الخطوط الجوية البريطانية وغيرها من الخطوط الأمريكية بتعليق الرحلات الجوية إلى مطار بن غوريون، فيما قامت السلطات الإسرائيلية بإلغاء أو تحويل الرحلات الجوية الأخرى إلى مطار بالقرب من إيلات، وهي المرة الأولى التي تستخدم فيها إسرائيل مطار رامون بديلًا عن مطار بن غوريون.